# حوزه انتخابیه اسفراین
حوزهٔ انتخاباتی اسفراین، بام و صفی‌آباد یکی از حوزه از حوزه‌های استان خراسان شمالی برای انتخابات مجلس شورای اسلامی است. این حوزه به مرکزیت اسفراین، ۱ نماینده دارد.

## نمایندهدوره دهم
هادی قوامی

## پی‌نوشت و منبع
- «جدول حوزه‌های انتخابیه در انتخابات دهمین دورهٔ مجلس شورای اسلامی» (PDF). مرکز پژوهش و سنجش افکار صدا و سیما. بایگانی‌شده از اصلی (PDF) در ۵ اكتبر ۲۰۱۸. دریافت‌شده در ۱۲ ژوئیه ۲۰۱۶. تاریخ وارد شده در |archive-date= را بررسی کنید (کمک)